# Shiping
Der Kreis Shiping (石屏县,  Shípíng Xiàn) ist ein Kreis des Autonomen Bezirks Honghe der Hani und Yi in der chinesischen Provinz Yunnan. Er hat eine Fläche von 3.047 km² und zählt 271.951 Einwohner (Stand: Zensus 2020). Hauptort ist die Großgemeinde Yilong (异龙镇).

## Administrative Gliederung
Auf Gemeindeebene setzt sich der Kreis aus sieben Großgemeinden und zwei Gemeinden zusammen. Diese sind:
- Großgemeinde Yilong 异龙镇
- Großgemeinde Baoxiu 宝秀镇
- Großgemeinde Baxin 坝心镇
- Großgemeinde Longpeng 龙朋镇
- Großgemeinde Longwu 龙武镇
- Großgemeinde Shaochong 哨冲镇
- Großgemeinde Niujie 牛街镇

- Gemeinde Xincheng 新城乡
- Gemeinde Daqiao 大桥乡

## Denkmäler
Die Stätten Qihe lou 企鹤楼 (6-1058) und Chenshi zongci 陈氏宗祠 (6-1059) stehen seit 2006 auf der Liste der Denkmäler der Volksrepublik China.